# John Thiessen

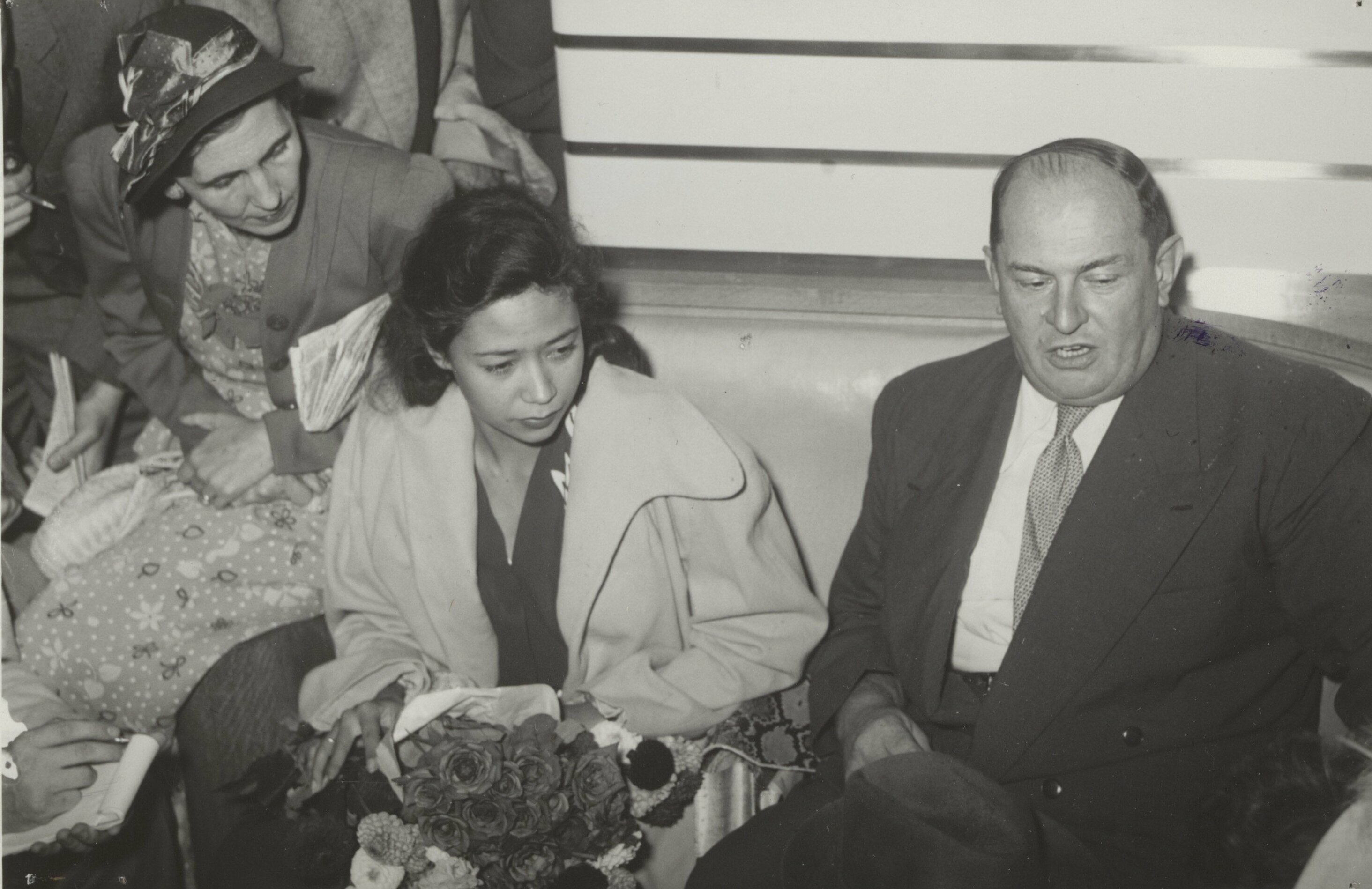
John Thiessen naast Yvonne Fournier, echtgenote van Raymond Westerling (24 augustus 1950)

John Thiessen (Sumatra, 1906 - 1986) was een geestelijke van Nederlandse afkomst die als zendeling actief was met de bekering van de Indonesische stam der Batak op Noord-Sumatra. Thiessen was nauw betrokken met Raymond Westerling, en was instrumenteel in het voorkomen van diens uitlevering aan het nieuwe Indonesische bewind maar de twee raakten later ernstig gebrouilleerd. Na de onafhankelijkheid van Indonesië is hij naar de Verenigde Staten geëmigreerd.